# Санта Роса де Копан
Санта Роса де Копан (на испански: Santa Rosa de Copán) е град и община в департамент Копан, Хондурас. Населението на града през 2010 година е 34 390 души.